# Joe Mantell
Joseph Mantell, född 21 december 1915 i Brooklyn, New York, död 29 september 2010 i Tarzana, Kalifornien, var en amerikansk skådespelare.
Mantell, vars efternamn ursprungligen stavades med endast ett l, är bland annat känd från filmen Chinatown från 1974 där han spelar Lawrence Walsh, en kollega till Jack Nicholsons privatdetektiv J. J. Gittes. Det är Mantell som levererar den kända slutrepliken "Forget it Jake. It's Chinatown." Han repriserade sin roll som Lawrence Walsh i 1990 års The Two Jakes, vilket blev hans sista skådespelarinsats.
För sin roll som Angie i 1955 års romantiska dramafilm Marty erhöll Mantell en Oscarsnominering i kategorin bästa manliga biroll.